# 印子月
印子月（1993年7月30日—），出生於江蘇省泰興市，中國内地流行樂女歌手、詞曲創作人。

## 經歷
2012年正式簽入極韻文化gogomusic，擔任原創歌手及詞曲創作人。
2013年，印子月推出首張EP《愛若離》；同年年末，印子月與MIRO組成微胖女神說唱組合。發布第一張組合EP《微胖女神》。
2014年，印子月發布首張個人精選輯《淡發香》。
2015年，印子月推出創作EP《你只是不夠愛我》。
2016年，印子月參演《哎喲青春期》。同年3月，印子月為青春劇《十五年等待候鳥》獻唱插曲《我會好好的》。同年7月，印子月為《旋風少女》第二季定製主題曲《衝動》。
2018年，與趙慧仙合作單曲《劇透》。
2019年，與趙慧仙合作單曲《一起築的夢》。